# São Pedro (Cap-Vert)
Pour les articles homonymes, voir São Pedro.
São Pedro est un village de pêcheurs du Cap-Vert dans le sud-ouest de l’île de São Vicente.

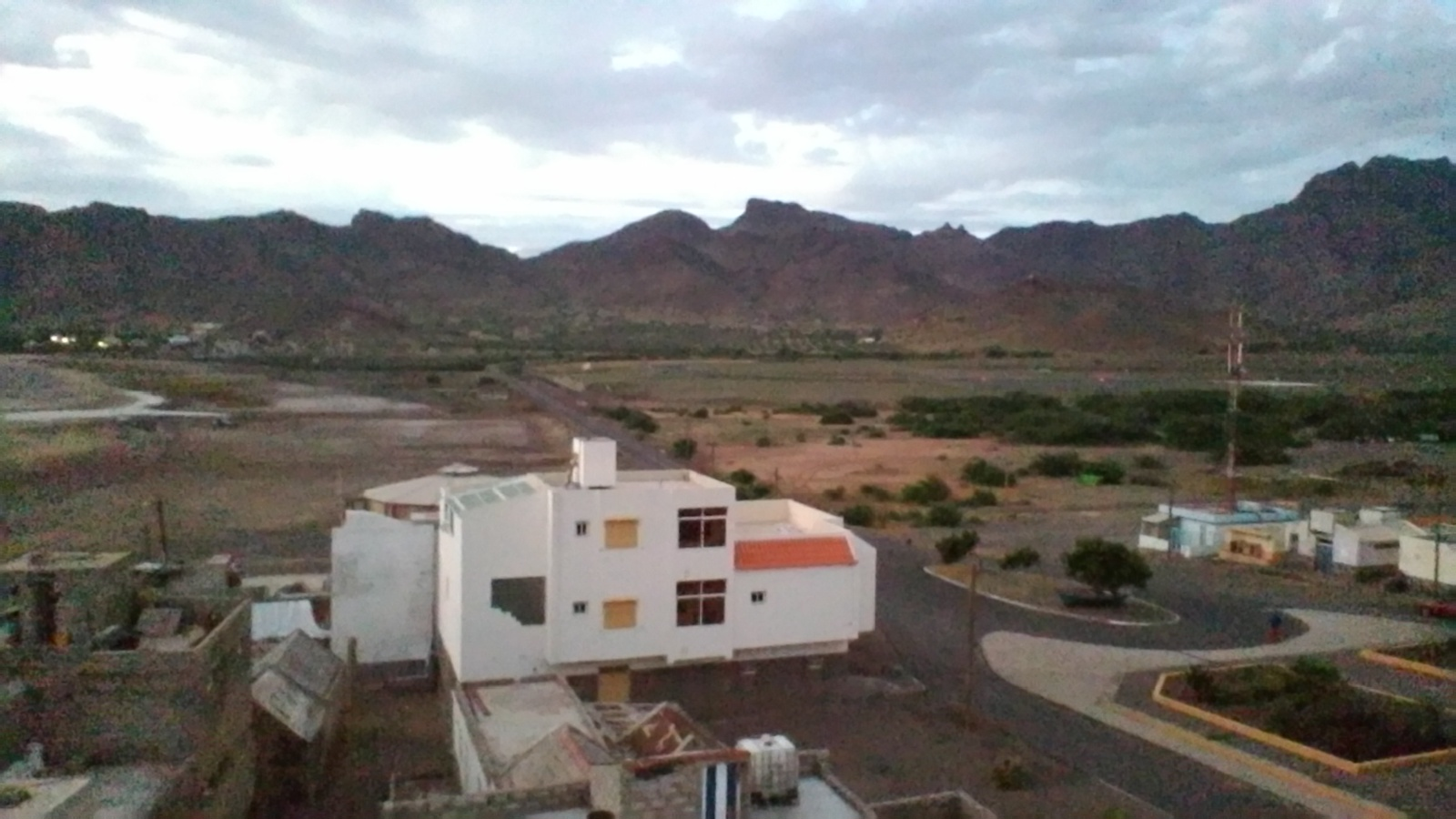
Vue du centre du village.